# Дайка, Маргит

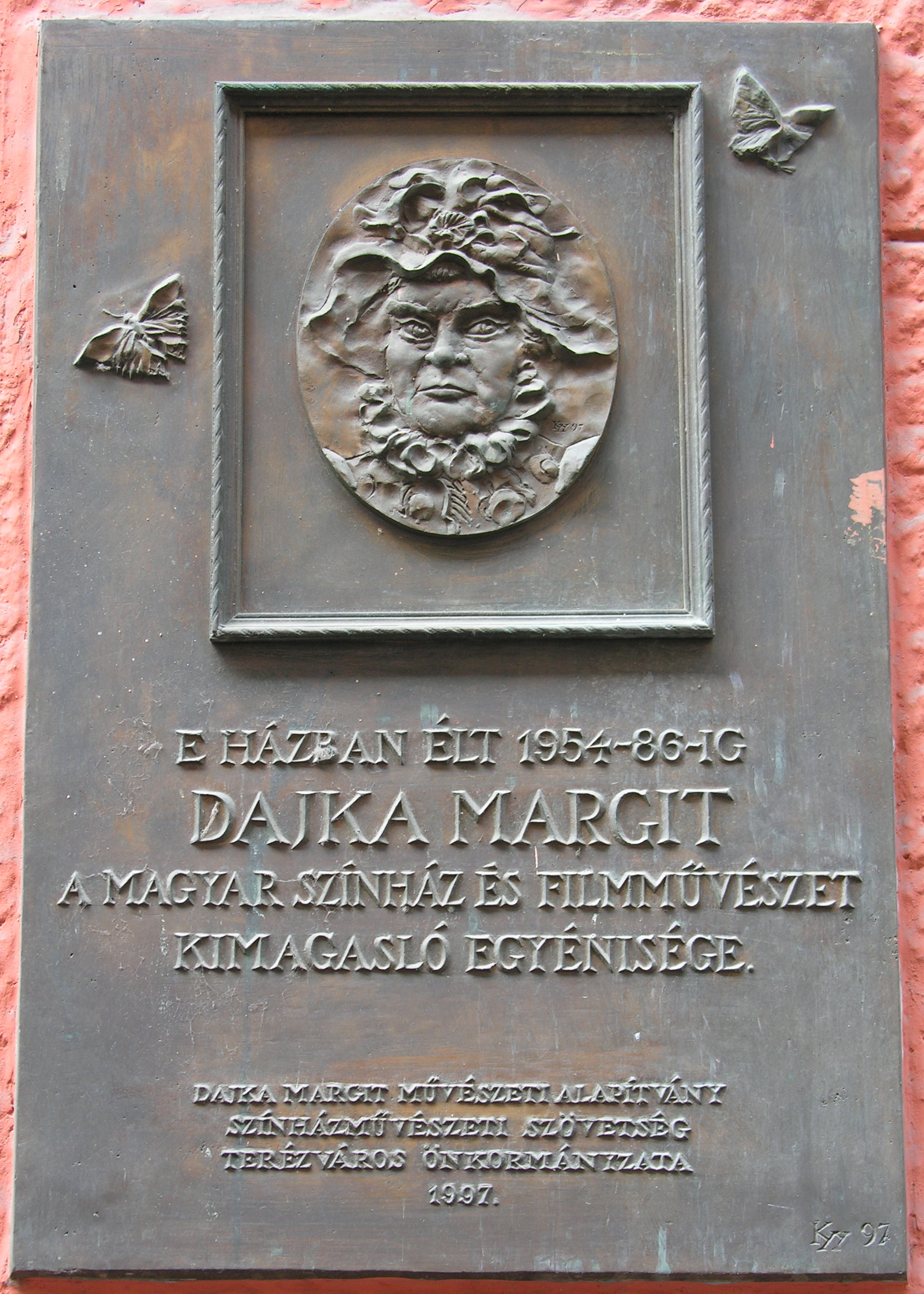
Мемориальная доска М. Дайка в Будапеште

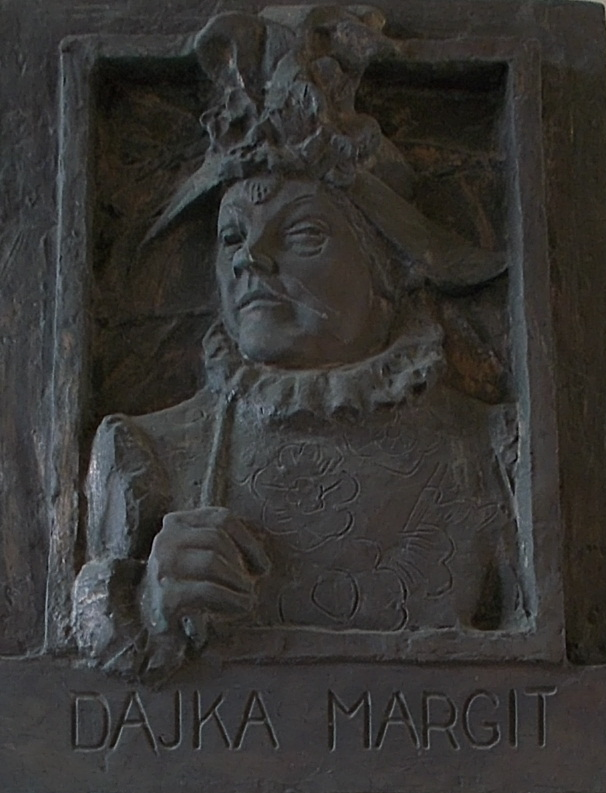
Мемориальная доска М. Дайка в Национальном театре (Будапешт)

Маргит Дайка (венг. Dajka Margit; 13 октября 1907, Орадя, Австро-Венгрия — 24 мая 1986, Будапешт) — венгерская актриса театра, оперетты, кино и телевидения. Заслуженная артистка ВНР (1951). Народная артистка Венгерской Народной Республики (1953).
Лауреат государственной премии им. Кошута (1952).

## Биография
Выступала на любительской сцене с девяти лет. Обучалась в театральном училище, в 15-летнем возрасте была принята в труппу театра в Орадя. В 1924 году начала работать в Коложварском (ныне — Клужском театре (Румыния), затем играла в Венгрии. С 1929 года играла в «Вигсинхазе» в Будапеште. В 1948 году была принята в театр им. Мадача (Будапешт). Ряд лет выступала на сцене Национального театра Будапешта (1948—1968).
Киноактриса. С 1932 по 1986 год снялась в 66 фильмах. В 1976 году сыграла в киноленте «Воспоминание о курорте» (режиссёр Пал Шандор), удостоенном премии «Серебряный Медведь» на 27-м Берлинском международном кинофестивале.
Похоронена на кладбище Фаркашрети в Будапеште.

## Избранные театральные роли
- Камилла («Лилиомфи» Э. Сиглигети),
- Коробочка («Мёртвые души» Гоголя
- Катюша Маслова («Воскресение» по Л. Толстому),
- Ирина («Три сестры» А. П. Чехова),
- Настя («На дне» М. Горького),
- Мурзавецкая («Волки и овцы» А. Островского),
- Ковшик («Калиновая роща» А. Корнейчука)
- Потаповна («Закат» И. Бабеля

Пела в опереттах Имре Кальмана, П. Абрахама, З. Кодая, играла в пьесах венгерских драматургов Ш. Броди, М. Йокаи, Ф. Мольнар и др.

## Избранная фильмография
- 1980 — Чонтвари
- 1976 — Воспоминание о курорте — старая Примадонна
- 1975 — Старик — мать Трески
- 1975 — Баронесса Лили — Агата, графиня
- 1975 — 141 минута из «незавершенной фразы» — мисс Хупки
- 1972 — Кошки-мышки — Эрзи Орбан
- 1972 — Чёрный кот — Эржи
- 1971 — Синдбад — Маймунка
- 1969 — Лев готовится к прыжку — Аранка
- 1968 — Опрометчивый брак
- 1967 — Терновая крепость (Телесериал)
- 1965 — Обезглавливание святого Иоанна
- 1959 — Окно в небо
- 1958 — Преступник неизвестен
- 1958 — Железный цветок — Дайка Маргит
- 1956 — Пропасть
- 1954 — Лилиомфи — Камилла
- 1938 — Злой муж

## Награды
- Заслуженная артистка Венгрии (1951)
- Национальная Премия имени Кошута (1952)
- Народная артистка Венгерской Народной Республики (1953)
- Премия выдающимся деятелям искусства Венгрии (1953).